# Cuacos de Yuste
Cuacos de Yuste ist eine westspanische Kleinstadt und eine Gemeinde (municipio) mit 829 Einwohnern (Stand: 2024) in der Provinz Cáceres (Extremadura). Zur Gemeinde gehören auch die Weiler (pedanías) Cuaternos und Torreseca.

## Lage und Klima
Der ca. 520 m hoch gelegene Ort Cuacos de Yuste liegt in der von zahlreichen Bachläufen durchzogenen Region La Vera nahe der Grenze zur Provinz Ávila in Altkastilien. Das Kloster Yuste mit dem angrenzenden Schloss, in welchem Kaiser Karl V. seine letzten Lebensjahre verbrachte, und die zentralspanische Gebirgskette der Sierra de Gredos sind nur etwa 3 bis 20 km entfernt; die Stadt Plasencia befindet sich etwa 40 km (Fahrtstrecke) südwestlich. Im Sommer ist das Klima meist warm; im Winter und in kalten Nächten kann die Temperatur jedoch auch auf Minusgrade fallen.

## Bevölkerungsentwicklung
| Jahr      | 1857 | 1900 | 1950 | 2000 | 2021 |
| Einwohner | 1026 | 1177 | 1691 | 957  | 847  |

Die Mechanisierung der Landwirtschaft sowie der Aufgabe bäuerlicher Kleinbetriebe („Höfesterben“) führten seit der zweiten Hälfte des 20. Jahrhunderts zu einem stetigen Rückgang der Einwohnerzahlen.

## Wirtschaft
Die Wirtschaft der Gemeinde basiert hauptsächlich auf dem Dienstleistungssektor, denn Cuacos de Yuste ist wegen der kühleren Temperaturen eine beliebte Sommerfrische. Daneben ist nahezu die gesamte Region La Vera ein Zentrum für den Anbau von Paprika, die hier auch zu diversen Produkten (u. a. Würste und Pimentón-Pulver) verarbeitet werden.

## Geschichte

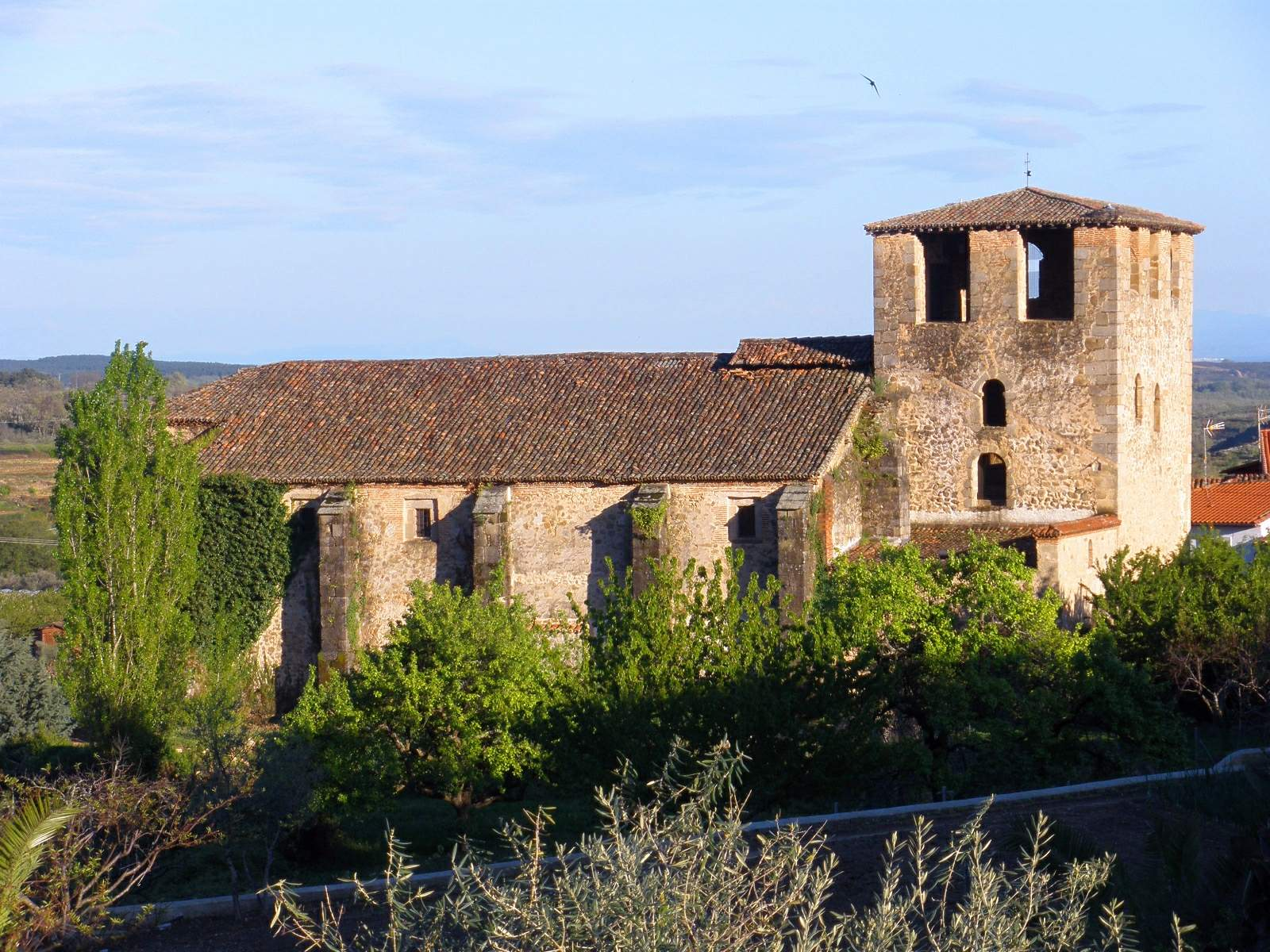
Iglesia de Nuestra Señora de la Asunción

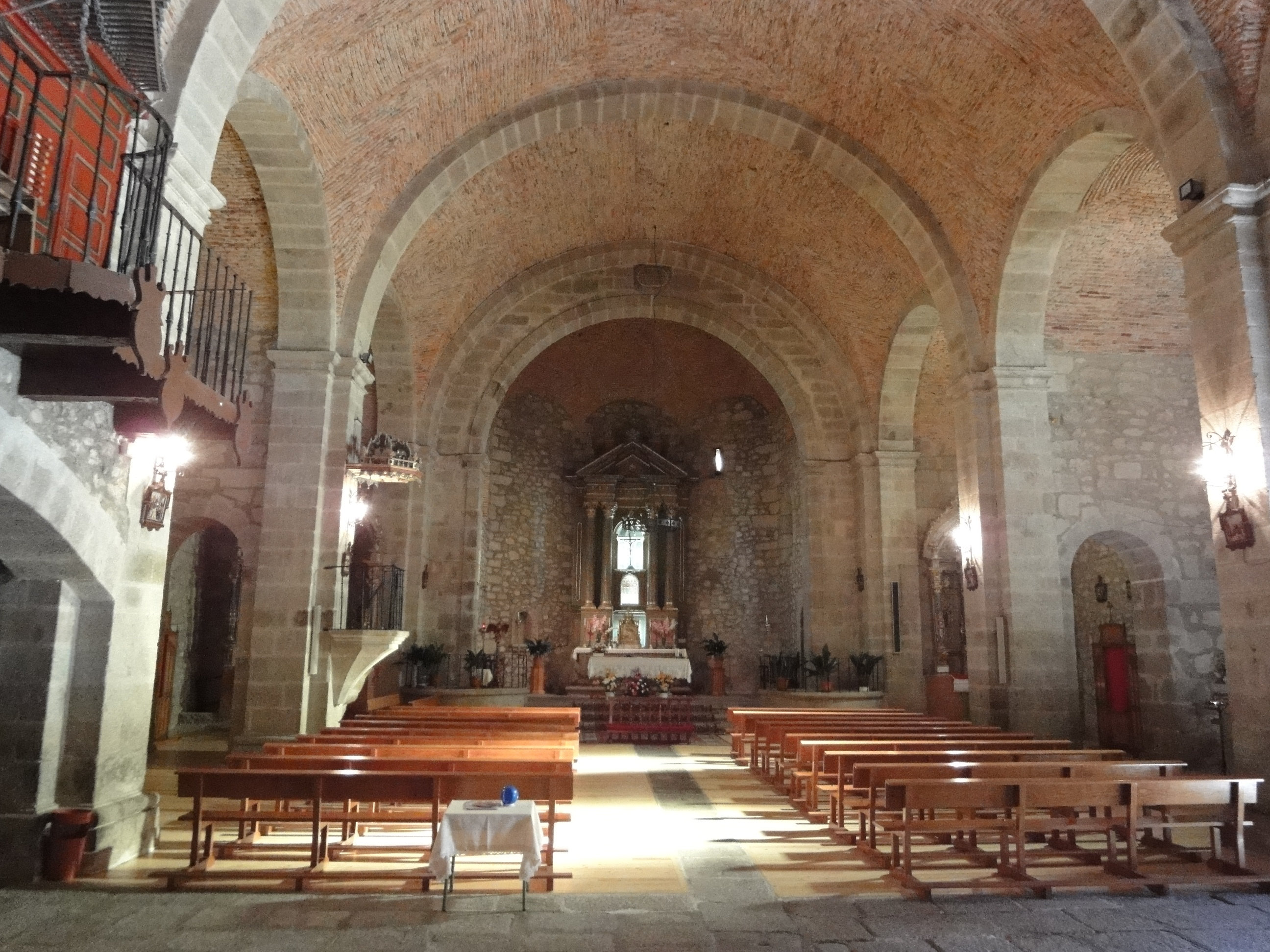
Inneres der Kirche

Prähistorische, römische und westgotische Spuren finden sich kaum. Die unter muslimischer Herrschaft stehende Region um Plasencia wurde im 12. Jahrhundert wiederholt von christlichen Heeren angegriffen, doch dauerte es bis zur Schlacht bei Las Navas de Tolosa (1212), dass die Mauren in der Region endgültig besiegt waren. Der Ort Cuacos de Yuste gehörte lange Zeit zur Tierra de Plasencia und löste sich erst im Jahr 1806.

## Sehenswürdigkeiten
- Die traditionelle Architektur im Zentrum des seit dem Jahr 1959 als Conjunto histórico anerkannten Ortes ist stark von der der umliegenden Bergdörfer beeinflusst: Das Erdgeschoss besteht zumeist aus Steinen, in den oberen Geschossen findet sich in der Regel Fachwerk. Städtische Einflüsse sind die von Holzstützen getragenen Laubengänge im Erdgeschoss.[5]
- Im Ort befinden sich zahlreiche Brunnen (pozos) – ein Hinweis auf den Wasserreichtum der Gegend.
- Die Iglesia de Nuestra Señora de la Asunción ist – trotz ihrer Dreischiffigkeit – ein eher einfacher, aus Bruch- und Ziegelsteinen errichteter Bau des 15. Jahrhunderts. Die Außenwände werden durch Strebepfeiler stabilisiert. Auch das Innere beeindruckt durch seine Schlichtheit.

Umgebung
- An der Straße zum Kloster Yuste befindet sich ein im Jahr 1983 eingeweihter deutscher Friedhof, auf welchem abgestürzte Flieger, aber auch Flüchtlinge des Zweiten Weltkriegs ihre letzte Ruhe fanden.
- Das ca. 2 km vom Ort entfernte ehemalige Hieronymiten-Kloster Yuste ist eines der bedeutendsten Klöster Spaniens.